# Forças Populares Revolucionárias Lorenzo Zelaya
As Forças Populares Revolucionárias Lorenzo Zelaya (em castelhano:  Fuerzas Populares Revolucionarias Lorenzo Zelaya, FPRLZ) foram um movimento político-militar clandestino de Honduras formado em 1980 por dissidentes do Partido Comunista Marxista-Leninista de Honduras (PCMLH). Foram inspirados pela Revolução Nicaraguense de 1979 e, ao contrário dos partidos comunistas hondurenhos tradicionais (como o PCMLH e o Partido Comunista de Honduras), defendiam a luta guerrilheira.
O movimento nasceu no início da década de 1980, seu nome vem do jovem líder camponês Lorenzo Zelaya, assassinado em 1965 nas montanhas de Juta, departamento de Yoro. Em seus primórdios, o maior baluarte das FPRLZ consistia no trabalho político na costa norte de Honduras com operários e camponeses, estudantes e professores. As FPRLZ mantiveram relações com as guerrilhas de El Salvador: as Forças Populares de Libertação e, posteriormente, com a Frente Farabundo Martí de Libertação Nacional (FMLN), quando a frente estava mais consolidada.
O principal inimigo das FPRLZ era o General Gustavo Álvarez Martínez (assassinado em 1989 pela guerrilha Chinchoneros); Álvarez Martínez formou o grupo de inteligência Batalhão 3-16, encarregado de combater com o apoio dos Estados Unidos, as forças dissidentes, usando a doutrina dos conflitos de baixa intensidade, torturando e "desaparecendo" (assassinando sem julgamento legal) não apenas lutadores sociais e de direitos humanos, mas também opositores políticos.
Após o colapso da União Soviética e com a política de retorno e anistia aplicada pelo governo de Rafael Leonardo Callejas, as FPRLZ decidiram se desmobilizar por meio da publicação de notas à imprensa, acrescentando a isso o fato de existirem divergências em seu interior. Assim, em 1991, o grupo guerrilheiro que na época era o segundo mais ativo do país, depôs armas.